# 东南大学数学学院
东南大学数学系原为南京工学院基础科学系，1984年为南京工学院数学力学系，1988年南京工学院更名东南大学后，为东南大学数学力学系。力学系1997年合并至土木工程学院，数学力学系改为应用数学系，2002年改为现名。在2006年中国教育部的数学一级学科评估中列第23位。在2012年9月的基本科学指标（Essential Science Indicators，简称ESI）评价体系中，东南大学数学系位于世界121位，在中国大陆高校中排名第10。东南大学数学系现有数学与应用数学专业、信息与计算科学专业及统计学专业3个本科专业，专业方向主要包括应用数学、基础数学、概率与统计、运筹与控制、信息与编码、信号与系统、计算机应用、科学计算和金融统计等。 